# 杰森一家
《杰森一家》（英語：The Jetsons）是一部由汉纳-巴伯拉制片公司制作的动画片。其最初于1962年9月23日到1963年3月3日间，在ABC台每个周日的晚上播放。
该片实际上为由Hanna-Barbera制作的《摩登原始人》的未来时空版本。与《摩登原始人》一样，该片每集片长約30分钟，借由不同时代的家庭情景剧来反映当代美国文化与生活。. 《摩登原始人》所处的时代里机器由鸟与恐龙驱动，而《杰森一家》则生活在一个科技乌托邦似的2062年，在30世紀，因地球的空氣污染嚴重，而大家的房子都改成住在天空中了。其中有许多复杂古怪的机器，外星人，三维全息图以及光怪陆离的发明。
该动画片的最初24集于1962至1963年间制作，并于周六的早间被反复播放多年。它是第一部在ABC-TV播放的彩色节目。

## 劇情
本劇主角為一位生活在30世紀的一家之主喬治 杰森，他所上班的公司為一家發明公司，而他的世界的交通工具都是以空中飛車為主，但是他常常在上班時偷睡覺，有時會和電腦一起玩西洋棋，不過杰森的運氣還算不錯，有一次還中了彩券頭彩，全家人高興的到早已改造後的金星去度假渡假了。

## 角色
喬治・傑森（George Jetson）
一週工作三天的上班族，討厭跳舞和搖滾音樂。
珍・傑森（Jane Jetson）
家庭主婦。
艾爾洛伊・傑森（Elroy Jetson）
很喜歡電腦程式的小學生。
茱蒂・傑森（Judy Jetson）
喜歡搖滾音樂的女高中生。
機器女傭蘿西（Rosie the Robot Maid）
傑森家的機器人女傭，有一次吃了壞掉的無頭螺母而跑到百貨公司偷竊。
太空（Astro）
艾爾洛伊檢回來的一條野狗，很喜歡往George身上蹭。
奧比蒂（Orbitty）
皮膚顏色會跟著情緒改變的外星生物。
柯斯摩・G・史佩斯里（Cosmo G. Spacely）
喬治的老闆，雖然吝嗇不過人很好，口頭禪是：Jetson，你被解雇了！
史賓賽・考格斯威爾（Spencer Cogswell）
史佩斯里的競爭對手。
R.U.D.I.
喬治上班時所使用的電腦。
亨利・奧比特（Henry Orbit）
傑森所居住的大樓管理員。

## 各集標題
1. 太空的輝煌時刻
2. 太空的最高機密
3. 超能智商
4. 男孩喬治
5. 世紀最佳
6. 幸福狗牙齒
7. 太空到我家來
8. 喬治對珍的宇宙求愛
9. 犯罪遊戲
10. 跳舞派對
11. 與大歌星約會
12. 一條狗的寂寞下午
13. 渡假
14. 艾爾洛伊漫遊仙境記
15. 艾爾洛伊的新朋友
16. 艾爾洛伊離家出走
17. 艾爾洛伊與明星
18. 艾爾洛伊的電視連續劇
19. 家庭智力賽
20. 幻想星球
21. 傑出的父親
22. 父女舞賽
23. 飛行服
24. 逃亡的跳蚤
25. 看見未來
26. 大兵傑森
27. 優秀的童子軍
28. 爺爺與宇宙連續體
29. 恐怖的萬聖節
30. 西部歷險記
31. 超高速破壞
32. 改變過去
33. 隱身喬治
34. 珍的駕駛課
35. 百萬富翁
36. 男人們的夜晚
37. 茱蒂出發了
38. 茱蒂的約會
39. 一個合同
40. 嬰兒鑽石竊賊
41. 迷你喬治
42. 百萬富翁太空
43. 宇宙變形黏土
44. 地球小姐
45. 蘿西的母親節
46. 從九點到五點到九點
47. 吃人的植物
48. 喬治與艾爾洛伊的約定
49. 考格斯威爾公司
50. 蘿西偷竊
51. 喬治大戰機器人
52. 想家的蘿西
53. 機器人蘿西來了
54. 蘿西的男朋友
55. 壞掉的新車
56. 表弟Hungy
57. 巨頭大戰
58. 拿回被竊走的零件
59. 智擒竊賊
60. 史佩斯里先生的休假
61. 超人喬治
62. 逃離都市生活
63. 機器人曲棍球大賽
64. 跳傘實驗
65. 惹麻煩的喬治
66. 電視惹出來的麻煩
67. 複製喬治
68. 史佩斯里先生的秘密
69. 傑森一家的驚險休假
70. 傑森爺爺來了
71. 蘿西結婚了
72. 艾爾洛伊的太空旅行
73. 健美先生喬治
74. 傑森一家的聖誕節

## 延伸阅读
- Hanna-Barbera Cartoons, by Michael Mallory, 1998, published by Hugh Lauter Levin Associates, Inc., distributed by Publishers Group West. ISBN 0-88363-108-3